# Man of the Year (film, 2006)
Pour les articles homonymes, voir Man of the Year.
Pour plus de détails, voir Fiche technique et Distribution.
Man of the Year ou L'Homme de l'année au Québec est un film américain réalisé Barry Levinson et sorti en 2006.

## Synopsis
Tom Dobbs (Robin Williams) est le célèbre animateur d'un talk-show humoristique de fin de soirée. Un jour, après qu'une spectatrice lui a donné cette idée, il décide de se présenter à la présidence des États-Unis. Son équipe — dont son producteur Jack Menken (Christopher Walken) — l'appuie. Après des débuts tranquilles, la campagne de Dobbs décolle à la suite d'un débat télévisé où il ridiculise ses deux adversaires, Kellogg (démocrate), le Président sortant et Mills (républicain), un sénateur. Le jour des élections arrive. Les Américains votent pour le candidat avec le système de vote électronique Delacroy. Mais Menken fait un malaise dû à son emphysème. Dobbs le suit à l'hôpital et apprend à la télévision qu'il est devenu le Président des États-Unis avec près de 99 % de personnes qui ont voté pour lui. Mais une employée de Delacroy, Eleanor Green (Laura Linney), découvre qu'il y a une faille dans le système de vote électronique. Elle en a averti ses supérieurs, qui étouffent cette affaire par peur d'un scandale. Plus tard, elle est agressée chez elle par une personne qui lui fait absorber plusieurs drogues. Le lendemain, arrivée à son travail, elle fait une crise de paranoïa après s'être fait droguer et se fait hospitaliser. Alors qu'un de ses collègues, qui sait qu'elle a découvert la faille, est muté, Eleanor, virée de son emploi et se retrouvant seule contre tous, décide de dire la vérité à Dobbs après être sortie de l'hôpital.

## Fiche technique
- Titre original et français : Man of the Year
- Titre québécois : L'Homme de l'année
- Réalisation et scénario : Barry Levinson
- Musique : Graeme Revell
- Producteurs : David C. Robinson et James G. Robinson
- Producteurs exécutifs : David Coatsworth, Robert N. Fried et Guy McElwaine
- Directeur de la photographie : Dick Pope
- Montage : Blair Daily et Steven Weisberg
- Distribution des rôles : Pam Dixon (créditée Pam Dixon Mickelson)
- Création des décors : Stefania Cella
- Direction artistique : Joshu de Cartier
- Décorateur de plateau : Clive Thomasson
- Création des costumes : Delphine White
- Société de production : Morgan Creek Productions
- Distribution : Universal Pictures
- Genre : comédie dramatique
- Pays de production :  États-Unis
- Budget : 20 000 000 dollars
- Durée : 115 minutes
- Langue : anglais
- Date de sortie :
  - États-Unis : 13 octobre 2006
  - Belgique : 14 mars 2007
  - France : 3 juin 2008 (DVD), 4 novembre 2008 (diffusion TV)
- Classification :
  - États-Unis : PG-13

## Distribution
- Robin Williams (VF : Michel Papineschi, VQ : Luis de Cespedes) : Tom Dobbs
- Christopher Walken (VF : Bernard Tiphaine, VQ : Hubert Gagnon) : Jack Menken
- Laura Linney (VF : Catherine Le Hénan, VQ : Nathalie Coupal) : Eleanor Green
- Lewis Black (VF : Gilbert Levy, VQ : Jean-Marie Moncelet) : Eddie Langston
- Jeff Goldblum (VF : Bernard Lanneau, VQ : Jean-Luc Montminy) : Alan Stewart
- David Alpay (VF : Constantin Pappas, VQ : Philippe Martin) : Danny
- Faith Daniels (VF : Rafaele Moutier) : la modératrice
- Tina Fey (VF : Valérie Nosrée) : Elle-même
- Amy Poehler : Elle-même
- Karen Hines (VF : Céline Melloul, VQ : Émilie Bibeau) : Alison McAndrews
- David Nichols (VF : Frédéric Cerdal) : le Président Kellogg
- David Ferry (VF : Gabriel Le Doze) : le sénateur Mills
- Linda Kash (VQ : Geneviève Cocke) : Jenny Adams
- Rick Roberts (VF : Philippe Vincent, VQ : Patrick Chouinard) : Hemmings
- Chris Matthews (VF : Patrick Bethune) : le présentateurs des news
- Dmitry Chepovetsky (VF : Antoine Tomé) : Eckhart
- Sasha Roiz (VF : Tony Joudrier) : Donald Tilson

## Production
Man of the Year marque la troisième collaboration entre Robin Williams et Barry Levinson après Good Morning Vietnam en 1988 et Toys en 1993, tandis que Christopher Walken retrouve le réalisateur deux ans après Envy en 2004.
Le tournage a eu lieu dans l'Ontario (notamment à Toronto) et dans le Maryland du 28 novembre 2005 au 11 février 2006.

## Sortie et accueil

### Sortie vidéo et autre support de diffusion
Le film, sorti en 2006 aux États-Unis, n'est pas sorti dans les salles françaises. Il est publié en DVD en 2008, avant une diffusion télévisée le 4 novembre 2008 sur Canal+ dans le cadre de l'élection présidentielle américaine qui a lieu ce jour-là.

### Accueil critique
Le film a été reçu de façon négative par certains critiques de la presse américaine, obtenant un pourcentage de 21 % d'avis favorables sur le site Rotten Tomatoes, basé sur 142 commentaires collectés et une note moyenne de 4.4⁄10 et un score de 39⁄100 sur le site Metacritic, basé sur trente critiques collectées. La raison est dû notamment au changement de ton du film passant de la comédie au film de conspiration et à l'humour qui serait non inspiré et moins inspiré que les présentateurs de talk-show pris comme modèle (comme Jon Stewart et Stephen Colbert).

### Box-office
- États-Unis : 37 442 180 dollars[5]
- Mondial : 41 342 180 dollars